# دونالد دوايت
دونالد دوايت (بالإنجليزية: Donald R. Dwight) هو ناشر وسياسي أمريكي، ولد في 26 مارس 1931 في هوليوك في الولايات المتحدة. حزبياً، نشط في الحزب الجمهوري. وقد انتخب نائب حاكم ماساتشوستس ‏ (4 يناير 1971 – 2 يناير 1975).